# Myrtillocactus geometrizans
Myrtillocactus geometrizans là một loài thực vật có hoa trong họ Cactaceae. Loài này được (Mart. ex Pfeiff.) Console mô tả khoa học đầu tiên năm 1897.

## Hình ảnh

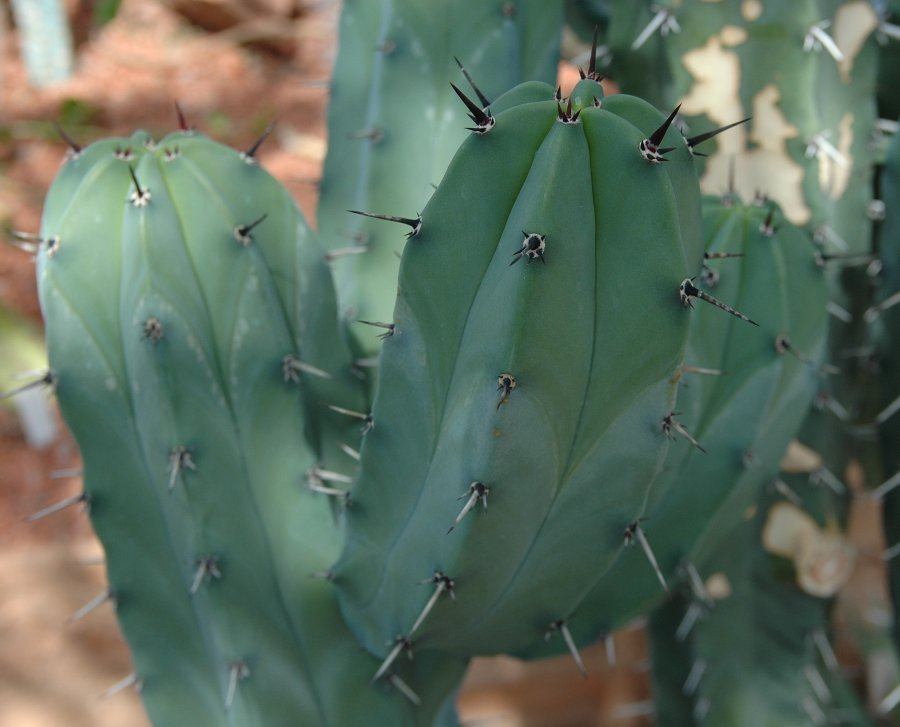
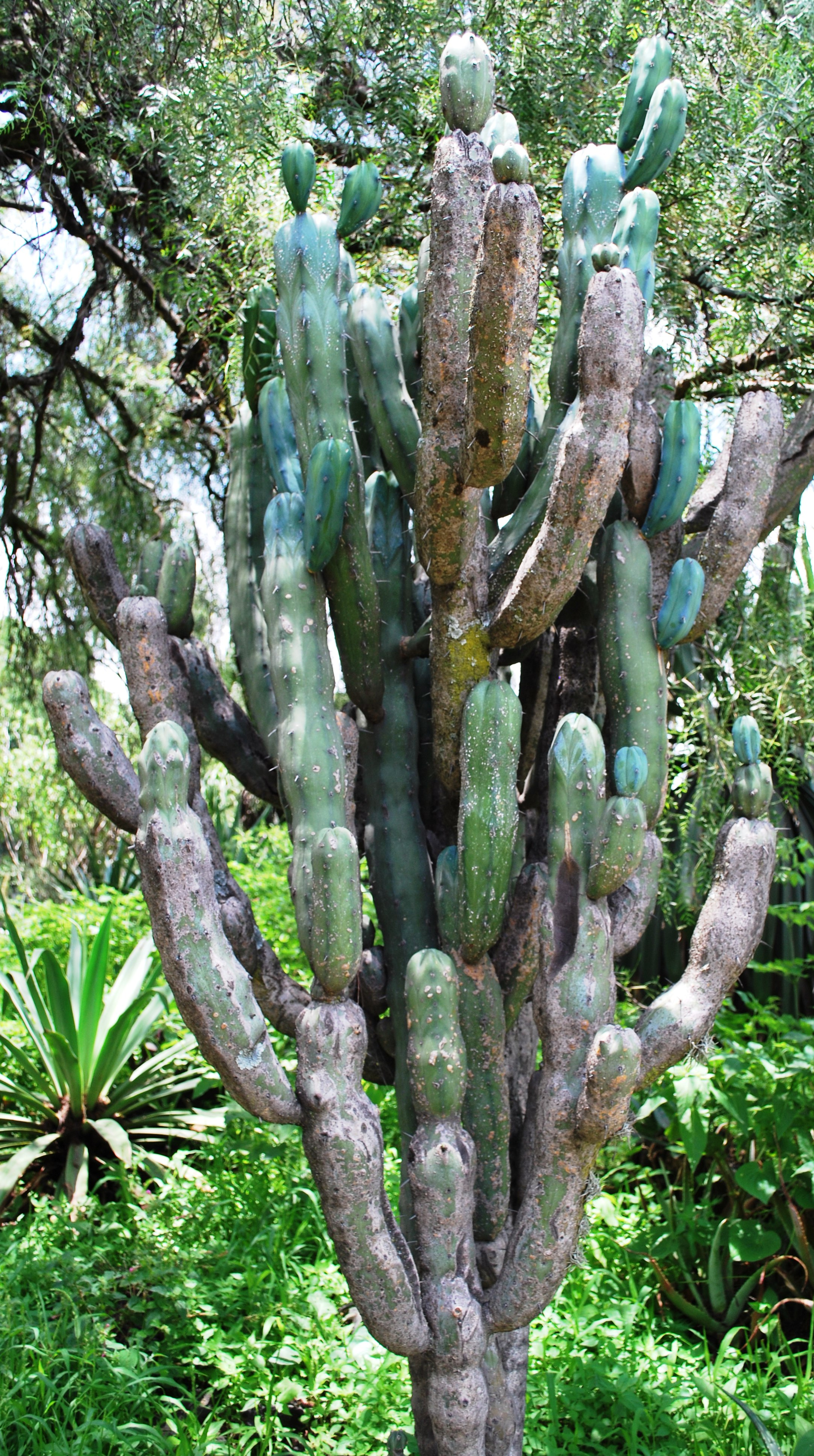
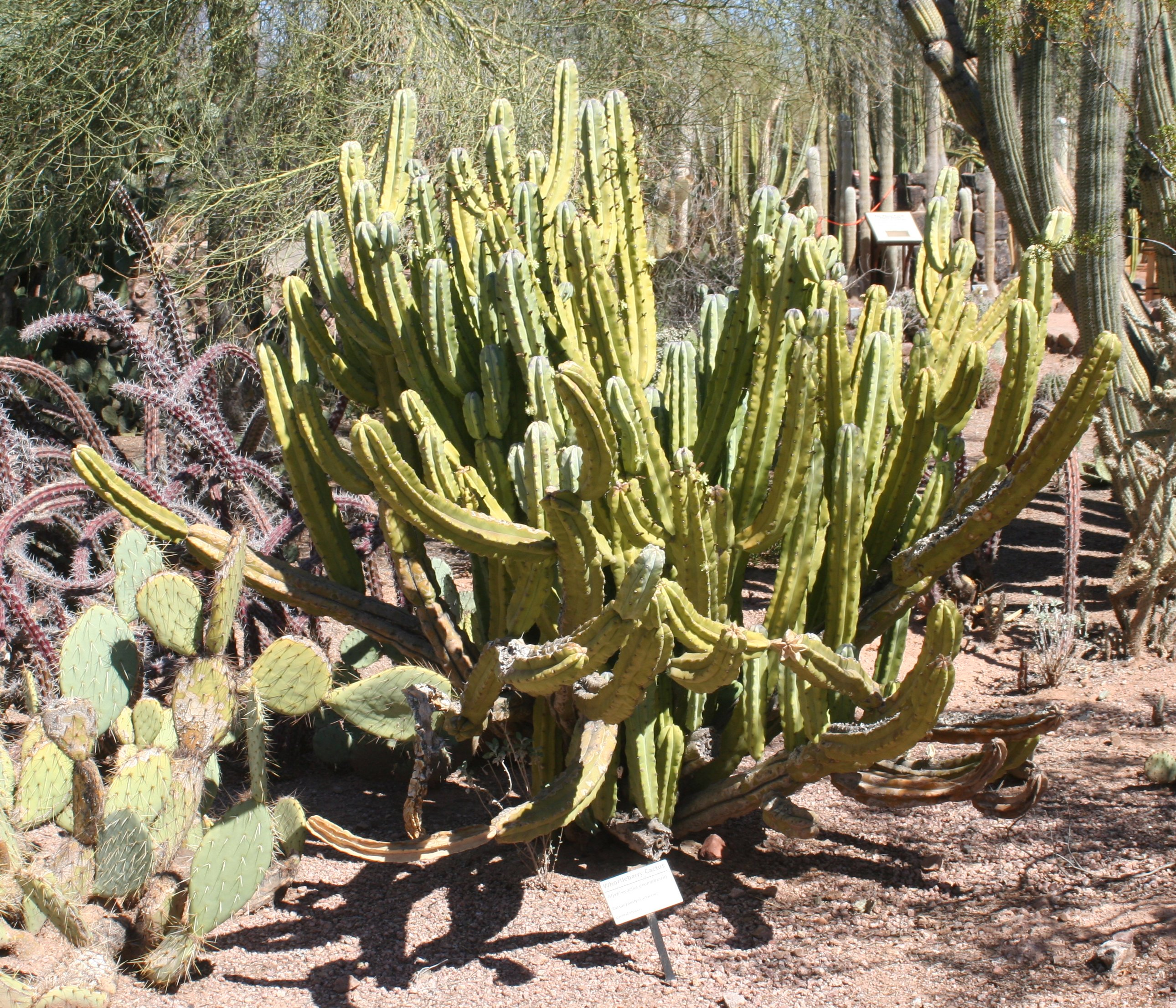
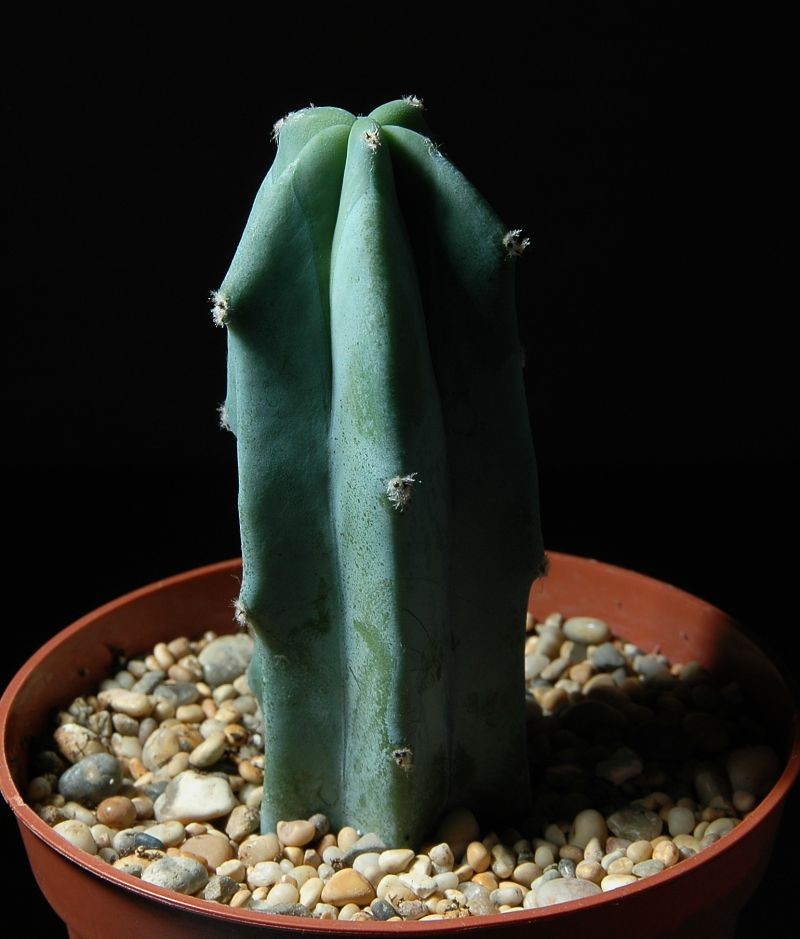